# Ljusspetsad inezia
Ljusspetsad inezia (Inezia caudata) är en fågel i familjen tyranner inom ordningen tättingar.

## Utseende och läte
Ljusspetsad inezia är en liten oansenlig tyrann med rätt lång stjärt, vitaktig tygel, relativt kraftig näbb och ljust öga. Den är rätt ljudlig, med långsamma serier med fallande visslingar och stammande kontaktläten.

## Utbredning och systematik
Ljusspetsad inezia delas in i två underarter:
- I. c. caudata – förekommer från södra Venezuela till Guyanaregionen och nordligaste Brasilien
- I. c. intermedia – förekommer i det karibiska låglandet i nordöstra Colombia och norra Venezuela

## Levnadssätt
Ljusspetsad enezia hittas i undervegetation i kust- och galleriskogar, liksom i mangroveträsk. Den födosöker lågt, ibland till och med på marken, på jakt efter insekter.

## Status
Arten har ett stort utbredningsområde och beståndet anses stabilt. Internationella naturvårdsunionen IUCN listar den därför som livskraftig (LC).

## Namn
Fågelns svenska och vetenskapliga släktesnamn hedrar Enriqueta Inez Cherrie (1898-1943), dotter till amerikanske ornitologen George Cherrie som beskrev släktet.